# 穆拉
穆拉（阿拉伯語：ملا，猶太波斯語/巴爾幹猶太語：/מולא），伊斯蘭教的一種尊稱，意譯是先生、或老師，通常是指受過伊斯蘭神學與伊斯蘭教法教育的人。在大多數的伊斯蘭世界，地區的伊斯蘭教士與清真寺領導者，都會被稱為穆拉。
在部份的猶太人社區，這個名稱也被用於他們社區的領導者身上。